# Jusuf Muda Dalam
Teuku Jusuf Muda Dalam (10 tháng 12 năm 1914 – 26 tháng 8 năm 1976) là chính trị gia và nhà báo người Indonesia, từng là Thống đốc Ngân hàng Indonesia từ năm 1963 đến năm 1966.
Xuất thân từ Aceh, Dalam học ở Hà Lan nơi ông thắt chặt quan hệ cộng sản, tích cực hoạt động trong lĩnh vực báo chí và tham gia cuộc kháng chiến Hà Lan. Sau khi trở về Indonesia, ông là đảng viên Đảng Cộng sản Indonesia một thời gian, cho đến khi chuyển sang Đảng Dân tộc Indonesia năm 1954. Ông điều hành tờ báo của đảng Suluh Indonesia và trở thành lãnh đạo Ngân hàng Negara Indonesia, trước khi được bổ nhiệm làm thống đốc Ngân hàng Indonesia vào năm 1963. Sau khi Sukarno sụp đổ, ông bị tước quyền lực vào năm 1966, bị kết án tử hình vì tội tham nhũng và chết trong tù.

## Xuất thân và học vấn
Dalam sinh ra ở Sigli, Aceh vào ngày 10 tháng 12 năm 1914. Ông chuyển đến Hà Lan vào năm 1929, theo học tại Đại học Kinh tế Hà Lan và hoạt động tích cực trong tổ chức sinh viên Indonesia Roepi, ông từng là phó chủ tịch và quản lý tạp chí của tổ chức. Trong thời kỳ Đức chiếm đóng Hà Lan, Dalam tham gia cuộc kháng chiến Hà Lan, quản lý tờ báo bí mật De Bevrijding ("Giải phóng") ở Rotterdam. Ông phát triển quan hệ với Đảng Cộng sản Hà Lan, trở thành nhà báo cho tờ De Waarheid của đảng. Ông trở lại Indonesia vào tháng 3 năm 1947.

## Sự nghiệp
Sau khi quay về Indonesia, ông gia nhập Đảng Cộng sản Indonesia (PKI) và làm việc trong cục tuyên truyền của Bộ Quốc phòng Indonesia. Hậu quả của Sự kiện Madiun năm 1948, ông bị tống giam vài tháng ở Yogyakarta. Năm 1950, ông ra tù rồi cùng với I.J. Kasimo được giao nhiệm vụ điều tra việc sử dụng đất ở Đông Sumatra. Sau đó, ông rời PKI và gia nhập Đảng Dân tộc Indonesia (PNI) năm 1954. Thời điểm này, ông là thành viên của Hội đồng Đại diện Nhân dân Lâm thời.
Sau đó, ông đầu tiên được bổ nhiệm làm nhân viên biên chế của Ngân hàng Negara Indonesia thuộc sở hữu nhà nước năm 1956, sau đó là giám đốc năm 1957 và chủ tịch năm 1959. Đồng thời, ông cũng là tổng biên tập tờ báo của đảng PNI's, Suluh Indonesia, cho đến khi được thay thế bởi Mohammad Isnaeni vào năm 1957. Trong bối cảnh tranh chấp Tây New Guinea, Tổng thống Sukarno bổ nhiệm Dalam vào Bộ Chỉ huy Kinh tế Quốc gia vào tháng 4 năm 1962, trước khi ông được bổ nhiệm làm Bộ trưởng Nhà nước Ngân hàng Trung ương (tức Thống đốc Ngân hàng Trung ương) trong Kabinet Kerja III vào ngày 13 tháng 11 năm 1963. Ông giữ chức vụ này cho đến ngày 27 tháng 3 năm 1966 kế nhiệm bởi Radius Prawiro trong Kabinet Dwikora III. Trong nhiệm kỳ ba năm, ông hợp nhất tất cả các ngân hàng quốc gia, bao gồm Ngân hàng Indonesia và Ngân hàng Negara Indonesia, thành một tổ chức duy nhất, trên danh nghĩa để dễ quản lý.

## Xét xử và qua đời
Sau phong trào 30 tháng 9 và Tổng thống Sukarno mất quyền lực, Dalam bị bắt và buộc tội tham nhũng lên tới 97,3 tỷ Rupiah trong khoản tiền thuế từ các nhà nhập khẩu nộp để lấy ngoại tệ. Báo chí thời điểm này đưa tin Dalam có nhiều nhân tình hưởng thụ lối sống xa hoa. Ngoài cáo buộc tham nhũng, ông còn bị buộc tội tàng trữ vũ khí bất hợp pháp, lật đổ, kết hôn ngoài pháp luật. Dalam bị kết án tử hình vào ngày 8 tháng 4 năm 1967, khiến ông trở thành chính trị gia Indonesia đầu tiên bị kết án tử hình vì tội tham nhũng. Kháng cáo của ông bị bác bỏ.
Dalam bị bắt giữ tại nhà thay vì nhà tù chính quy, cùng tất cả vợ và nhân tình của ông, ngoại trừ người vợ đầu tiên Sutiasmi đã ly hôn. Trước khi thi hành án, Dalam tử vong vì uốn ván ở Cimahi vào ngày 26 tháng 8 năm 1976, trong lúc vẫn còn là phạm nhân tử hình.